# 高山定重
高山 定重（たかやま さだしげ）は、戦国時代の武将。上野高山城主。上野国緑野郡高山を本拠とする高山氏・高山満重の子。

## 生涯
高山氏は累代山内上杉氏に属した国衆であったが、上杉憲政が没落し、高山一族も後北条氏や武田氏に属した。
定重は武田信玄に仕え、永禄10年（1567年）4月29日に武田氏より敵方からの在所退去を賞され所領宛行を受けているのが史料上の所見である。同年8月7日には『下之郷起請文』を単独で提出しており、兄とされる行重とは別家として扱われていた。しかし元亀3年（1572年）頃になると定重が高山領を管轄し、高山一族を代表する人物になったとみられる。
天正10年（1582年）3月に武田氏が滅亡すると滝川一益に従い、神流川の戦いでは滝川方に付き娘婿の重正と共に武功を挙げた。しかし合戦の後は北条氏直に従属する。同12年（1584年）には厩橋城の在番を務め、翌13年（1585年）からその翌年には宇津木氏久と共に新田金山城の在番を務める。その後の動向は不明であり、以後は嫡男とみられる彦四郎が厩橋城の在番を務めていることから、家督を譲り隠居したとみられる。
子孫は名主として繁栄し、末裔には明治の蚕業改良家、高山長五郎（重札）がいる。